# Monastère de Odivelas
 (avril 2025).
Le contenu est difficilement compréhensible vu les erreurs de traduction, qui sont peut-être dues à l'utilisation d'un logiciel de traduction automatique.
Le Monastère de São Dinis d'Odivelas (Saint-Denis d'Odivelas), Monastère de São Dinis et São Bernardo (Saint-Bernard), Monastère d'Odivelas ou Instituto d'Odivelas, est situé au large de D. Dinis, dans la paroisse et la municipalité d'Odivelas, au Portugal.
Fondé à la fin du XIIIe siècle, cet important ensemble d'architecture religieuse est classé Monument National depuis 1910.

## Histoire
La première pierre du monastère, de l'ordre cistercien, fut posée par le roi Denis Ier le 27 février 1295. La légende raconte que Denis prit cette initiative comme une façon de tenir une promesse faite à Saint Louis, quand, lors d'une chasse en Alentejo, il fut surpris par un ours. Face à l'apparition du saint, le roi reprit des forces et réussit à neutraliser l'énorme animal.
Afin de tenir sa promesse, Denis Ier a porté son choix sur une propriété appartenant au roi dans la région de Lisbonne, Odivelas, où se trouvait la « Quinta das Flores » (la Ferme des Fleurs). Cette région bénéficiait d'excellentes ressources naturelles, à savoir : des sols fertiles, un cours d'eau et une morphologie qui formait un abri naturel pour les cultures. Le monastère était destiné à abriter une communauté cistercienne féminine, et le choix de l'emplacement avait pour but d'assurer la subsistance des religieuses et de garantir leur intimité, des champs étant créés pour la culture à côté du monastère.
Par la volonté de Denis Ier, le monastère était soumis à la surveillance des abbés d'Alcobaça, qui le visitaient régulièrement.

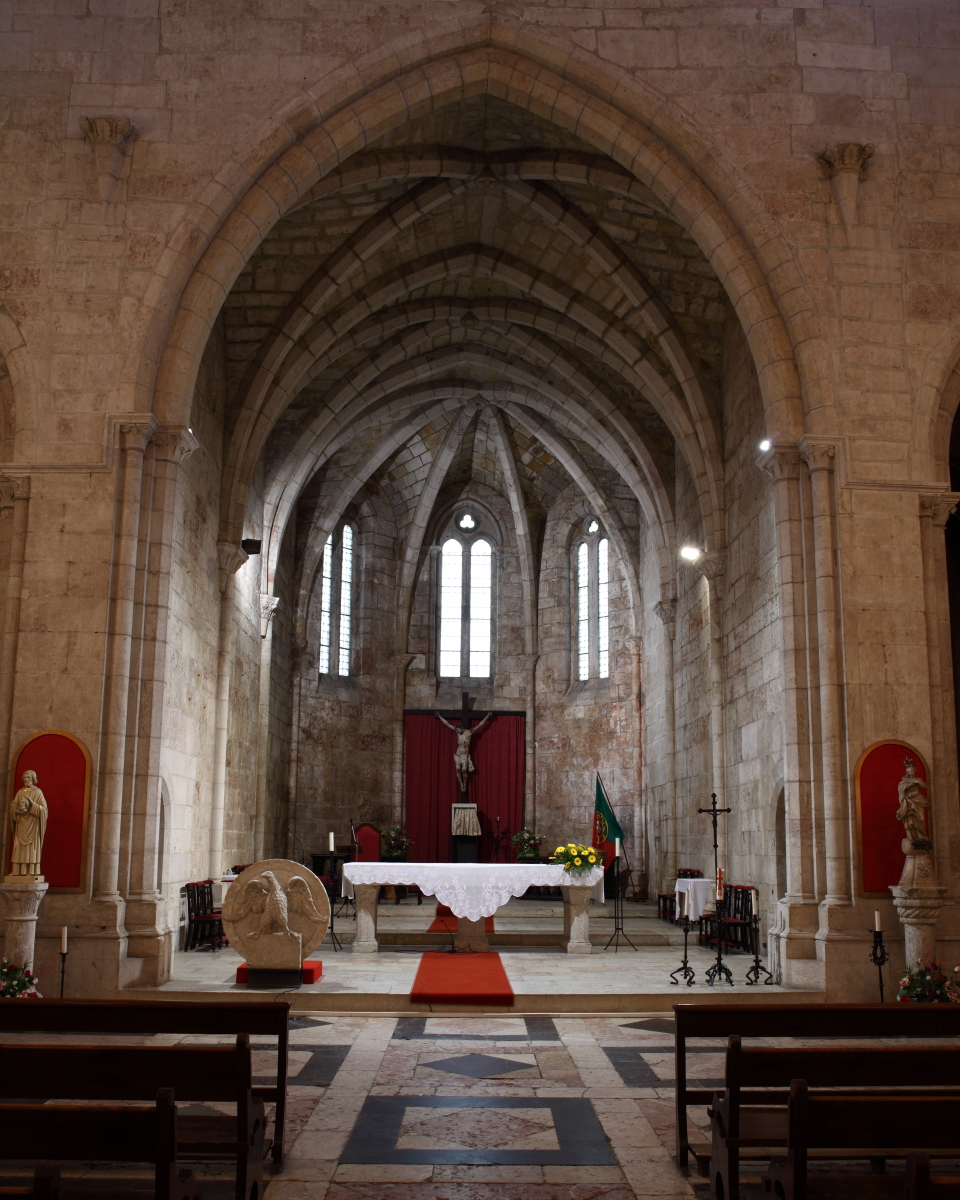
Chapelle principale (style gothique).

La construction originale, de style gothique, a commencé en 1295 et a été conçue par les maîtres Antão Martins et Afonso Martins. ; Au XVIIe siècle, elle reçut l'intervention du frère João Turriano, moine bénédictin et ingénieur en chef du royaume. En raison des dommages causés par le tremblement de terre de 1755, il ne reste de la construction gothique initiale, composée de l'abside et des chapelles latérales, aux voûtes à nervures chanfreinées, que quelques sections du cloître et du chevet de l'église - avec son portail latéral sud. Le monastère reflète la diversité stylistique des interventions successives auxquelles il a été soumis, présentant, également des éléments typiquement gothiques de l'édifice initial, d'autres aux caractéristiques manuélines, baroques et néoclassiques.
En 1325 le roi Denis Ier meurt et, selon ses souhaits, il est enterré dans le monastère qui représente peut-être l'œuvre architecturale la plus emblématique de son règne.
En 1669, le monastère reçut la visite de Cosme III de Médicis.
Entre 1900 et 2015, l'Institut Odivelas a siégé dans le monastère.
En janvier 2019, l’armée portugaise a remis le monastère à la municipalité d’Odivelas. L'accord de transfert a une durée de 50 ans et implique un investissement prévu, de la part de la municipalité d'Odivelas, d'environ 16 millions d'euros en travaux de requalification, ainsi que le paiement d'un loyer mensuel de 23 000 euros.
Le monastère d’Odivelas sera la résidence universitaire de l'Instituto Superior de Lisboa e Vale do Tejo (en) (ISCE), centre universitaire et école d’éducation artistique.
En 2017, une intervention de conservation et de restauration a été lancée sur la tombe de Denis Ier. En octobre 2022, son épée a été retirée du tombeau pour être restaurée mais aussi étudiée. Fabriquée en fer, avec une poignée en argent et une application d'émail, c'était une épée de spectacle, car elle est pleine de décoration et possède une poignée très lourde .

## Bâtiment

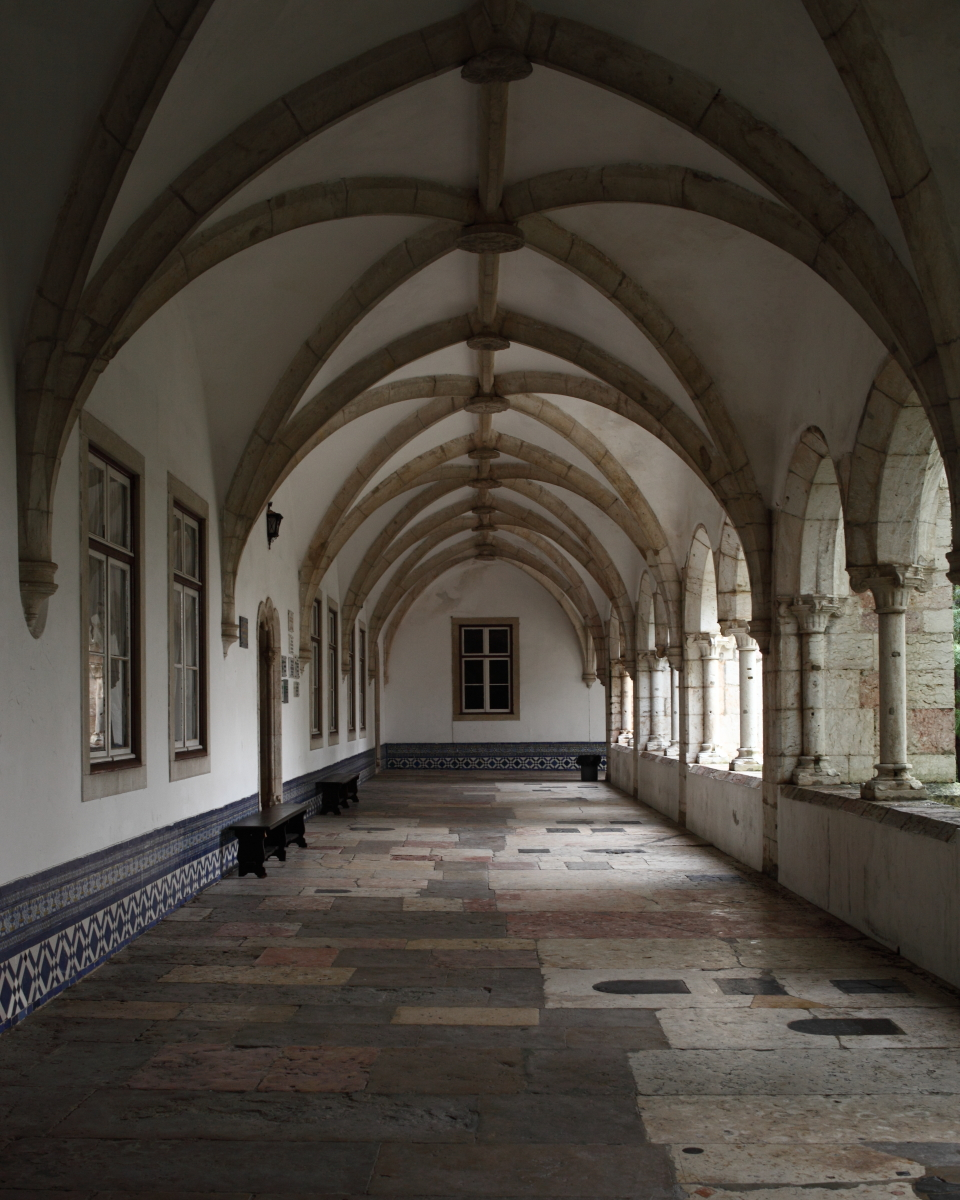
Claustro Novo (Nouveau Cloître) (XVI).

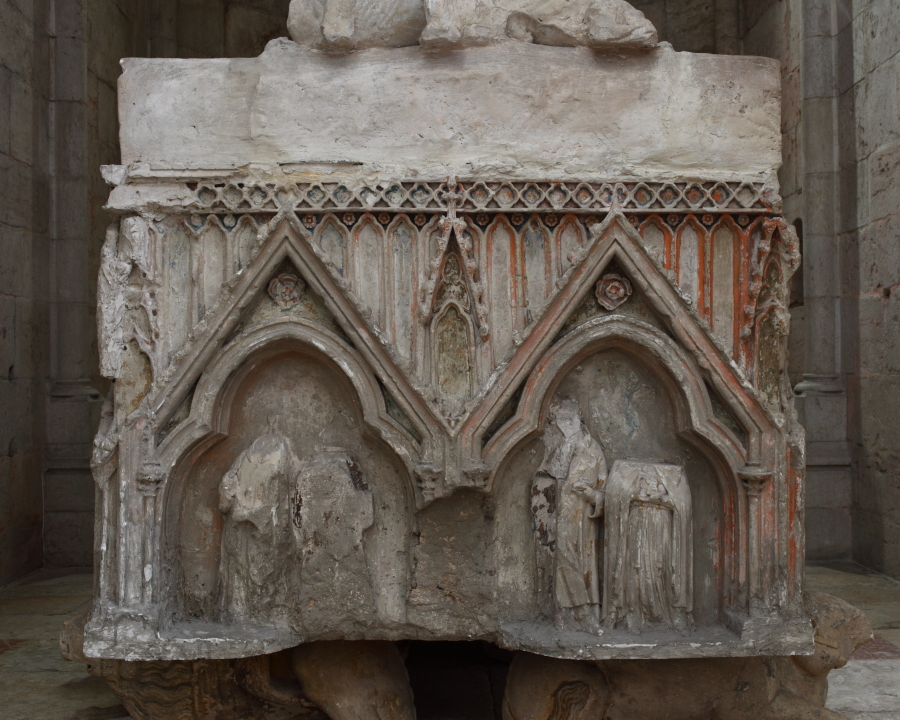
Tombeau de D. Dinis (détail).

Situé intentionnellement au cœur de la région d'Odivelense, le monastère de São Dinis (communément appelé São Bernardo) est situé sur une ancienne carrière, sur un terrain légèrement en pente, encadré entre les collines de Nossa Senhora da Luz au sud, Tojais à l'est et S. Dinis à l'Ouest. L'église est un édifice rectangulaire, composé de deux tours flanquantes qui se divisent en trois nefs.
L'édifice a un plan rectangulaire irrégulier, composé de deux cloîtres quadrangulaires, dont certains s'étendent au Nord et à l'Est, le premier à deux bras adossés, avec une nef simple formée par le transept, le chœur et les absidioles, tous polygonaux et par une sacristie adossée à la façade droite de volumes articulés et décalés, avec des couvertures différenciées en toits de deux (nefs), trois (sacristie) et cinq (transept) eaux.
Le chevet de l'église est marqué par quatre corps à facettes, avec des contreforts aux angles ; Certaines toiles sont déchirées par des arcs brisés, soutenus par des colonnes, mais de dimensions différentes. Au-dessus de la tête de lit, deux verres déchirent le mur au-dessus de l'arc de triomphe.
Dans la chapelle absidale côté Évangile se trouve le tombeau de D. Dinis, de la première moitié du XIVe siècle, important monument de tombes médiévales portugaises (gravement endommagées par le tremblement de terre de 1755 et les invasions françaises ; celle qui existe encore, reconstruite au XIXe siècle, ne respecte pas le projet original). Dans l'autre chapelle, côté Épître, se trouve le tombeau (vide) de D. Maria Afonso, fille du roi Denis Ier. Il faut également remarquer l'ancienne cuisine et le réfectoire, ainsi que les cloîtres originaux du XVIe siècle : le "Claustro da Moura" à deux étages et le "Claustro Novo", décoré de tuiles du XVIIe siècle.
Le monastère a accueilli des représentations de l'Auto da Cananea, de Gil Vicente, commandée par l'abbesse D. Violante Cabral, sœur de Pedro Álvares Cabral. L'une des occupantes les plus célèbres du monastère a été Mère Paula de Odivelas, une religieuse qui avait été l'amante du roi Jean V de Portugal.
Le monastère d'Odivelas a été utilisé à de nombreuses fins et, depuis le début du XXe siècle, il a été une école pour filles de militaires, l'Institut Odivelas (1902-2015)), et pendant cette période, il était sous la responsabilité du ministère de la Défense.